# S-Wagen
S-Wagen sind spezielle im Motorsport eingesetzte Fahrzeuge. Der Begriff ist vom DMSB (Deutscher Motor Sport Bund e. V.) in seinen Richtlinien beschrieben. Überwiegend werden dafür Geländewagen, aber auch Pkw, eingesetzt. Diese sind auf Grund ihrer Ausrüstung in der Lage, verunglückten Teilnehmern von Motorsportveranstaltungen zu helfen.
Sie kommen bei Rundstreckenrennen sowie Rallyeveranstaltungen zum Einsatz. Die mitgeführte Ausrüstung umfasst Erste-Hilfe-Material (Notfallkoffer etc.), Feuerlöscher (Pulver, Schaum etc.), Bergewerkzeuge (Brechstangen), hydraulische Rettungsgeräte (Schere/Spreizer), Glassäge, Bindemittel, Funktechnik und Sicherungsmittel. Auf dem Dach des Fahrzeugs sind gelbe Rundumleuchten angebracht, um an den Einsatzstellen die nachfolgenden Fahrzeuge zu warnen. Die Fahrzeuge sind mit zwei Personen besetzt, die sowohl über eine Sanitätsausbildung, als auch Erfahrungen im Bereich technische Hilfeleistung (Feuerwehr) verfügen. Bei Bedarf wird das Fahrzeug zusätzlich mit einem Arzt besetzt.